# Jürgen Aust
Jürgen Aust (* 30. Januar 1960 in Köln) ist ein ehemaliger deutscher Fußballschiedsrichter.
Aust wurde 1984 DFB-Schiedsrichter und leitete von 1990 bis 2003 161 Spiele der Ersten Fußball-Bundesliga sowie von 1989 bis 2003 insgesamt 63 Spiele der 2. Fußball-Bundesliga. 1999 leitete er das DFB-Pokalfinale, das Werder Bremen mit 6-5 nach Elfmeterschießen gegen den FC Bayern München gewann.
Aust war von 1995 bis 1997 FIFA-Schiedsrichter und pfiff zwei Länderspiele sowie sechs Europapokalpartien.
2004 erklärte Aust nach drei Operationen am Knie wegen eines Knorpelschadens seinen Rücktritt. Heute lebt Jürgen Aust in Köln und leitet eine Kölner Anwaltskanzlei. Außerdem ist er als Vorstand der Euforma AG tätig.
Im Zeitraum der Weltmeisterschaft 2006 in Deutschland betreute Jürgen Aust die Schiedsrichter, die in Köln zu den WM-Spielen eingesetzt wurden. Außerdem trat er regelmäßig als Schiedsrichter beim sogenannten Blind-Kick in den Sendungen WM Total und TV total von Stefan Raab auf.
Am 19. Januar 2008 und am 23. Mai 2009 leitete Aust bei der Fernsehsendung Schlag den Raab das Fußballtennis sowie am 6. Juni 2008 die Autoball-EM und am 29. Mai 2009 den Deutschen Eisfußball-Pokal. 
Bei internationalen Spielen in Köln und Leverkusen betreut Aust außerdem die Schiedsrichter.
Im Juli 2016 wurde Aust auf dem Verbandstag des Fußball-Verbandes Mittelrhein von den Delegierten zum Vizepräsidenten gewählt.